# Bad Vilbel
Bad Vilbel é um município da Alemanha, situado no distrito de Wetterau, no estado de Hesse. Tem 25,65 km² de área, e sua população em 2019 foi estimada em 34.216 habitantes.